# Evesham Vale Light Railway
El ferrocarril Evesham Vale Light Railway funciona a Evesham Country Park a Worcestershire, Anglaterra, i va ser inaugurat l'agost de 2002.
Es va construir amb una via de 15 polzades d'amplada. Discorre durant una milla en el Parc d'Evesham Country incloent una secció de vergers de fruiters.

## Locomotores

### Locomotores de vapor
Aquesta via de trens disposa de dues locomotores de vapor: Severn Lamb 0-6-0 STT Dougal, Exmoor 0-4-0 STT St. Egwin

### Locomotores dièsel
En té dues: "Sludge" la Lister i una Ruston "Cromwell".